# Гвозден Радичевић
Гвозден Радичевић (Каона, Драгачево, 28. јул 1930 – Београд, 28. август 2019) био је српски певач народне музике.

## Биографија
Завршио је гимназију и био службеник у Среском народном одбору у Драгачеву. После завршетка војног рока, певао у културно-уметничким друштвима у Краљеву. Касније, као певач професионалац певао на Радио Новом Саду.
Припада првој поратној генерацији певача народне музике која је свој музички стил формирала на традицијама изворне народне музике. На текстовима и композицијама Будимира Буце Јовановића, Добривоја Иванковића, Радоја Митровића, Александра Степића, Новице Неговановића и на својим отпевао је незаборавне песме: „Последње писмо“, „Полети голубе мој“, „Узми све што ти живот пружа“ и друге с којима је побеђивао на традиционалној Песми лета и Београдском сабору. Неке од његових песама данас се сматрају изворним. Певао је у дуету са Надом Мамулом, Лепом Лукић и Анђелком Мандић. За свој највећи хит сматра песму "Узми све што ти живот пружа". Отац је двојице синова Горана и Слободана.
За разлику од већине певача народне музике, није певао изворне народне мелодије. Гвозден је имао веома кратку али изузетну и блиставу певачку каријеру. Почео је да снима 1964. године, а већ 1970. године био је први певач новокомпоноване народне музике са преко милион продатих плоча. Интензивно је снимао до 1978. године и у том периоду је снимио 105 песама што је својеврсни рекорд који вероватно није постигао ни један певач да у просеку сваке године сними по 8 песама. До 1980. године снимио је још 3 песме што је укупно 108 песама, с тим што је песму „Сеја косе расплетала“ снимио у две верзије, а „Сећаш ли се ратни друже“ у три верзије.
Гвозден ће остати упамћен по своме стилу, по свом чистом, меком, топлом и мелодичном гласу, по свом професионалном и коректном односу према својим колегама и публици. Певао је у свим деловима бивше Југославије и свуда је био радо приман. Он никад није погазио свој горштачки карактер да би се гурао у радио-станице и додворавао музичким уредницима да би стицао већу популарност, па се зато млађе генерације које данас слушају Гвозденове песме питају зашто она није била већа у односу на неке другоразредне певаче.

## Плоче
- Сећаш ли се ратни друже, сингл, ПГП РТБ, 1964,
- Песме и коло из Србије, сингл, (дует са Анђелком Мандић), Југотон, Загреб, 1964,
- Ја одлазим у армију, сингл, Југотон, Загреб, 1965,
- Полети голубе мој, сингл, Југотон, Загреб, 1965,
- У вечери лагане, сингл, (дует са Лепом Лукић), Дискос, Александровац, 1965,
- Чим девојко лице мијеш, (дует са Лепом Лукић), Дискос, Александровац, 1965,
- Девојчице, бели зумбуле (дует са Лепом Лукић), Дискос Александровац, 1965,
- Сјећаш ли се ратни друже, сингл, Југотон, Загреб, 1965, 1966,
- Одавно ми не долазиш, сингл, (дует с Надом Мамулом), Југотон, Загреб, 1966,
- Сиви соко, сингл, Југотон, 1966,
- Не сећај се мене, сингл (дует са Надом Мамулом), Југотон, загреб, 1966,
- Болан ти лежим, јаране, сингл, Југотон, Загреб, 1967
- Ој, горо зелена, сингл, РТБ, 1968,
- Отишла си без збогом да кажеш, сингл, РТБ, 1968,
- Пиј, драга, из моје чаше, сингл, РТБ, 1968,
- Последње писмо, песма на заједничком синглу (II награда публике и I награда САМД, Београдски сабор 1968), РТБ, 1968,
- Узми све што ти живот пружа, сингл, РТБ, 1969,
- Лажна љубав, песма на синглу, (Илиџа, 1969), РТБ, 1969,
- Растављена срца, сингл, РТБ, 1969,
- Ко не хтео туђе, не имао своје, сингл, РТБ, 1970,
- Нисам ти рекао збогом, сингл, РТБ, (Фестивал Јесен 69), РТБ, 1970,
- Нећу никад за љубав да молим, сингл, РТБ, 1970,
- Гвозден, ЛП са 12 композиција, РТБ, 1972,
- Остао сам ко путник на друму, сингл РТБ, 1973,
- На растанку немој сузе лити, сингл, РТБ, 1974,
- Славица, сингл, РТБ, 1973,
- Гвозден Радичевић, ЛП са 12 песама, Југотон, Загреб, 1974,
- Нећемо те заборавит' друже, ЗКП РТВЛ, Љубљана, 1981.[4]

## Фестивали
- 1967. Илиџа - Поведи коло, босанска делијо
- 1967. Фестивал Јесен - Отишла си без збогом да кажеш, 1. награда са путујућег фестивала народне музике Јесен '67
- 1968. Београдски сабор - Последње писмо, 2. награда публике и 1. награда САМД
- 1969. Песма '69 (у склопу фестивала Београдско пролеће) - Узми све
- 1969. Илиџа - Лажна љубав
- 1969. Фестивал Јесен - Нисам ти рекао збогом
- 1970. Акорди Ђердапа - Од Ђердапа до Кладова
- 1975. Београдски сабор - Не пиши ми тужна писма
- 1975. Хит парада - Младо момче косило ливаду
- 1976. Хит парада - Живи друже, без бола и туге
- 1978. Хит парада - Нисмо као некад